# Київське міське отаманство
Київське міське отаманство — адміністративно-територіальна одиниця із особливим статусом у складі Української Держави. Утворена 13 травня 1918 року, скасована в грудні того ж року.
Столиця Української Держави Київ — отримало окремого представника виконавчої влади — міського отамана. Посада столичного отамана була затверджена наказом Гетьмана від 13 травня 1918 р., ним став Олександр Хануков (з 10 жовтня — Карл Маршалк, помічник Д.Кривцов).
Київське міське (столичне) отаманство виводилося зі складу Київської губернії і отримувало особливий статус. До постанови про його утворення було внесено статтю про організацію при столичному отаманові Наради у складі його помічника, прокурора окружного суду, управляючого канцелярією отаманства, по одному представникові від органів місцевого самоврядування і відповідних відомств. Дана структура повинна була контролювати розв'язання проблем міста, що мали господарський характер.
У структурі органів влади міський отаман прирівнювався до окружних та губернських старост, оскільки мав керуватися постановами про права й обов'язки та відповідальність градоначальників і губернських комісарів та законами щодо діяльності губернських старост. Посада столичного отамана передбачала військове звання. Законом від 1 серпня 1918 р. створювалося Управління отамана. За штатами воно складалося з першого помічника, управляючого канцелярією, службовців канцелярії, урядовців з особливих доручень, інспектора державної варти, тощо. На відміну від Управлінь губернських старост, створювалися посади інженера, архітектора, ветеринарного інспектора, електротехніка. Загалом передбачалося залучити до роботи в Управлінні 63 особи. Відповідно до закону від 23 листопада 1918 р. отаман отримав у своє підпорядкування другого помічника. До сфери його повноважень належав нагляд за діяльністю установ міського самоврядування.
9 грудня 1918 р. в столиці з'явилася ще одна адміністративна посада. Наказом головнокомандуючого статського радника Б.Арсеньєва було призначено «Головноначальствуючим м. Києва з околицями». Йому надавалися права, передбачені ст.18 і 19 «Правил про місцевості, оголошені на військовому стані» (Т.2 «Свода Законов Российской Империи»), із підпорядкуванням йому столичного отамана. Головним завданням цієї особи було забезпечення оголошеної мобілізації столичних мешканців. Повноваження головноначальствуючого поглинули функції столичного отамана, який фактично перетворився на його помічника.